# 巴々山
巴々山（ははさん）は、台湾の雪覇国家公園内、台中市和平区と花蓮県秀林郷の境界部にある標高3,264mの山である。

## 概要
巴々の名は、タイヤル語名“Papa”の中国語の音訳である。また、タイヤル語で「山」を意味する“Babo”から由来している。
巴々山は南湖大山南峰と巴々山南峰のほぼ中間の中央山脈に位置し、台中市和平区との境の近くにある。台湾百岳の中で31位だった。山頂には、三等三角点がある。